# Eddie Albert

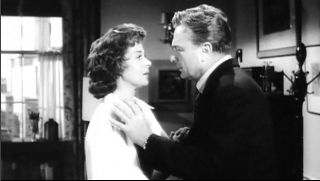
Susan Hayward și Eddie Albert

Eddie Albert (născut Edward Albert Heimberger; n. 22 aprilie 1906, Rock Island⁠(d), Illinois, SUA – d. 26 mai 2005, Pacific Palisades⁠(d), California, SUA) a fost un actor de film american.

## Filmografie
| An   | Titlu                               | Rol                             | Note                              |
| ---- | ----------------------------------- | ------------------------------- | --------------------------------- |
| 1938 | Brother Rat                         | "Bing" Edwards                  | debut cinematografic              |
| 1939 | On Your Toes                        | Phil Dolan Jr.                  |                                   |
| 1939 | Four Wives                          | Dr. Clinton Forrest, Jr.        |                                   |
| 1940 | Brother Rat and a Baby              | "Bing" Edwards                  |                                   |
| 1940 | An Angel from Texas                 | Peter Coleman                   |                                   |
| 1940 | My Love Came Back                   | Dusty Rhodes                    |                                   |
| 1940 | A Dispatch from Reuter's            | Max Wagner                      |                                   |
| 1941 | Four Mothers                        | Clinton Forrest, Jr.            |                                   |
| 1941 | The Great Mr. Nobody                | Robert "Dreamy" Smith           |                                   |
| 1941 | The Wagons Roll at Night            | Matt Varney                     |                                   |
| 1941 | Thieves Fall Out                    | Eddie Barnes                    |                                   |
| 1941 | Out of the Fog                      | George Watkins                  |                                   |
| 1942 | Treat 'Em Rough                     | Bill Kingsford / The Panama Kid |                                   |
| 1942 | Eagle Squadron                      | Leckie                          |                                   |
| 1943 | Lady Bodyguard                      | Terry Moore                     |                                   |
| 1943 | Ladies' Day                         | Wacky Waters                    |                                   |
| 1943 | Bombardier                          | Tom Hughes                      |                                   |
| 1946 | Strange Voyage                      | Chris Thompson                  |                                   |
| 1946 | Rendezvous with Annie               | Cpl. Jeffrey Dolan              |                                   |
| 1947 | The Perfect Marriage                | Gil Cummins                     |                                   |
| 1947 | Smash-Up: The Story of a Woman      | Steve Nelson                    |                                   |
| 1947 | Hit Parade of 1947                  | Kip Walker                      |                                   |
| 1947 | Time Out of Mind                    | Jake Bullard                    |                                   |
| 1947 | Unconquered                         | Barker                          | Scene șterse                      |
| 1948 | The Dude Goes West                  | Daniel Bone                     |                                   |
| 1948 | You Gotta Stay Happy                | Bullets Baker                   |                                   |
| 1948 | Every Girl Should Be Married        | Harry Proctor / "Old" Joe       | Cameo; nemenționat                |
| 1950 | The Fuller Brush Girl               | Humphrey Briggs                 |                                   |
| 1951 | You're in the Navy Now              | Lt. Bill Baron                  |                                   |
| 1951 | Meet Me After the Show              | Chris Leeds                     |                                   |
| 1952 | Actors and Sin                      | Orlando Higgens                 | Al doilea segment: "Woman of Sin" |
| 1952 | Carrie                              | Charles Drouet                  |                                   |
| 1953 | Roman Holiday                       | Irving Radovich                 |                                   |
| 1955 | The Girl Rush                       | Elliot Atterbury                |                                   |
| 1955 | Oklahoma!                           | Ali Hakim                       |                                   |
| 1955 | I'll Cry Tomorrow                   | Burt McGuire                    |                                   |
| 1956 | Attack!                             | Cpt. Erskine Cooney             |                                   |
| 1956 | The Teahouse of the August Moon     | Capt. McLean                    |                                   |
| 1957 | The Sun Also Rises                  | Bill Gorton                     |                                   |
| 1957 | The Joker Is Wild                   | Austin Mack                     |                                   |
| 1958 | Orders to Kill                      | Maior MacMahon                  |                                   |
| 1958 | The Gun Runners                     | Hanagan                         |                                   |
| 1958 | The Roots of Heaven                 | Abe Fields                      |                                   |
| 1959 | Beloved Infidel                     | Bob Carter                      |                                   |
| 1961 | Madison Avenue                      | Harvey Holt Ames                |                                   |
| 1961 | The Young Doctors                   | Dr. Charles Dornberger          |                                   |
| 1962 | The Two Little Bears                | Harry Davis                     |                                   |
| 1962 | The Longest Day                     | Col. Thompson                   |                                   |
| 1962 | Who's Got the Action?               | Clint Morgan                    |                                   |
| 1963 | Miracle of the White Stallions      | Rider Otto                      |                                   |
| 1963 | Captain Newman, M.D.                | Col. Norval Algate Bliss        |                                   |
| 1965 | The Party's Over                    | Ben                             |                                   |
| 1966 | 7 Women                             | Charles Pether                  |                                   |
| 1972 | The Heartbreak Kid                  | Mr. Corcoran                    |                                   |
| 1974 | McQ                                 | Kosterman                       |                                   |
| 1974 | The Take                            | Chief Berrigan                  |                                   |
| 1974 | The Longest Yard                    | Warden Hazen                    |                                   |
| 1975 | Escape to Witch Mountain            | Jason O'Day                     |                                   |
| 1975 | The Devil's Rain                    | Dr. Sam Richards                |                                   |
| 1975 | Whiffs                              | Colonel Lockyer                 |                                   |
| 1975 | Hustle                              | Leo Sellers                     |                                   |
| 1976 | Birch Interval                      | Pa Strawacher                   |                                   |
| 1976 | Moving Violation                    | Alex Warren                     |                                   |
| 1979 | The Concorde ... Airport '79        | Eli Sands                       |                                   |
| 1979 | Border Cop                          | Moffat                          |                                   |
| 1980 | How to Beat the High Co$t of Living | Max                             |                                   |
| 1980 | Foolin' Around                      | Daggett                         |                                   |
| 1981 | Yesterday                           | Bart Kramer                     |                                   |
| 1981 | Take This Job and Shove It          | Samuel Ellison                  |                                   |
| 1982 | Yes, Giorgio                        | Henry Pollack                   |                                   |
| 1984 | The Act                             | Harry Kruger                    |                                   |
| 1984 | Dreamscape                          | The President                   |                                   |
| 1985 | Stitches                            | Dean Bradley                    |                                   |
| 1985 | Head Office                         | Pete Helmes                     |                                   |
| 1987 | Turnaround                          | Theo                            |                                   |
| 1989 | The Big Picture                     | M.C.                            | Cameo                             |
| 1989 | Brenda Starr                        | Police Chief Maloney            |                                   |
| 1994 | Headless!                           | Sheriff George                  | Scurtmetraj                       |
| 1994 | Death Valley Memories               | Narator                         | Documentar                        |

| An   | Titlu                           | Rol                            | Note                                                        |
| ---- | ------------------------------- | ------------------------------ | ----------------------------------------------------------- |
| 1963 | General Hospital                | Jack Boland                    | serial TV                                                   |
| 1963 | Combat!                         | Phil                           | Episodul: "Doughboy"                                        |
| 1965 | Green Acres                     | Oliver Wendell Douglas         | serial TV                                                   |
| 1971 | Columbo                         | Major General Martin Hollister | "Dead Weight"                                               |
| 1978 | Evening in Byzantium            | Brian Murphy                   | film TV                                                     |
| 1978 | Crash                           | Capt. Dunn                     | film TV                                                     |
| 1978 | The Word                        | Ogden Towery                   | miniserie TV                                                |
| 1981 | Peter and Paul                  | Porcius Festus                 | miniserie TV                                                |
| 1981 | Goliath Awaits                  | Adm. Wiley Sloan               | film TV                                                     |
| 1982 | Beyond Witch Mountain           | Jason O'Day                    | film TV                                                     |
| 1983 | The Demon Murder Case           | Father Dietrich                | film TV                                                     |
| 1988 | War and Remembrance             | Breckinridge Long              | miniserie TV                                                |
| 1989 | Thirtysomething                 | Charlie Weston                 |                                                             |
| 1990 | Return to Green Acres           | Oliver Wendell Douglas         | film TV                                                     |
| 1993 | Time Trax                       | Noah                           | Episodul "Treasure of the Ages" (cu fiul său Edward Albert) |
| 1994 | Spider-Man: The Animated Series | Elderly Adrian Toomes/Vulture  | voce                                                        |

## Legături externe
- Eddie Albert la Internet Movie Database